# Neochactas skuki
Espèce
Synonymes
- Broteochactas skuki Lourenço & Pinto-da-Rocha, 2000
- Auyantepuia skuki (Lourenço & Pinto-da-Rocha, 2000)

Neochactas skuki est une espèce de scorpions de la famille des Chactidae.

## Distribution
Cette espèce est endémique du Mato Grosso au Brésil. Elle se rencontre vers Aripuanã.

## Description
Le mâle holotype mesure 33,0 mm et la femelle paratype 34,0 mm.

## Systématique et taxinomie
Cette espèce a été décrite sous le protonyme Broteochactas skuki par Lourenço et Pinto-da-Rocha en 2000. Elle est placée dans le genre Neochactas par Soleglad et Fet en 2003.

## Étymologie
Cette espèce est nommée en l'honneur de Gabriel Omar Skuk Sugliano.

## Publication originale
- Lourenço & Pinto-da-Rocha, 2000 : Additions to the knowledge of the Chactidae of Brazilian Amazonia (Arachnida: Scorpiones). Amazoniana, vol. 16, n. 1/2, p. 259-274 (texte intégral).